# Щучинский район (Воронежская область)
Щу́чинский район — административно-территориальная единица в Центрально-Чернозёмной и Воронежской областях РСФСР, существовавшая в 1928-1962 годах. Административный центр — село Щучье.
Район был образован 30 июля 1928 года в составе Борисоглебского округа Центрально-Чернозёмной области. В него вошла территория бывшей Щученской волости Бобровского уезда Воронежской губернии.
После упразднения Центрально-Чернозёмной области 13 июня 1934 года район вошёл в состав вновь образованной Воронежской области.
2 ноября 1938 года в результате разукрупнения из части территории района был выделен Эртильский район.
26 апреля 1962 года Щучинский район был упразднен, его территория вошла в состав Эртильского района.